# Koraia pirata
Koraia pirata är en fjärilsart som beskrevs av Herz 1904. Koraia pirata ingår i släktet Koraia och familjen nattflyn. Inga underarter finns listade i Catalogue of Life.